# خملووی
خملووی (به لاتین: Khmelevoy) یک منطقهٔ مسکونی در روسیه است که در استان آستراخان واقع شده‌است.